# منطقه لمبت لندن
منطقه لمبت لندن (به انگلیسی: London Borough of Lambeth) یک منطقه شهری در جنوب لندن است.
این منطقه ۲۶.۸۲ کیلومتر مربع مساحت و ۳۱۶٬۸۱۲ نفر جمعیت دارد.